# الغواصة الألمانية يو-645
غواصة يو-645 غواصة يو بوت ألمانية من غواصة الفئة السابعة سي بنيت لسلاح بحرية ألمانيا النازية كريغسمارينه، في أحواض بلوم+فوس خلال الحرب العالمية الثانية.

## التصميم
تبلغ إزاحة الغواصة 769 طن عندما تكون على السطح و871 طن عند الغوص. كان طولها الإجمالي 67.10 متر (220 قدم 2 بوصة)، وطول هيكل الغواصة 50.50 متر (165 قدم 8 بوصة)، وعرض يبلغ 6.20 متر (20 قدم 4 بوصة)، وارتفاع 9.60 متر (31 قدم 6 بوصة)، وغاطس 4.74 متر (15 قدم 7 بوصة). زُودت الغواصة بمحركين ديزل سداسي الأسطوانات وشاحن توربيني من طراز F46، وينتجان قوة حصانية إجمالية تتراوح بين 2800 و3200 حصان متري، وتُستخدم عندما تكون الغواصة على السطح، ومحركين كهربائيين مزدوجين من طراز Brown, Boveri & Cie GG UB 720/8 ينتجان قوة حصانية إجمالية قدرها 750 حصاناً مترياً  تُستخدم أثناء الغوص. كان لها عمودان ومراوحتان بطول 1.23 متر (4 أقدام). وكانت الغواصة قادرة على العمل على عمق يصل إلى 230 متر (750 قدم).